# كعكة
الكَعْكَة، جمعها: (الكعكات) «اما الكعك فغالبًا يُقصد منه المخبوزات الصغيرة المقرمشة الأشبه بالبسكويت مثل المقروض أو مُعجنات طرية مثل كعك العيد والمعمول والكليجا وغيرها». (بالإنجليزية: Cake, lit. 'الكيكة أو الكيك')، و(بالفرنسية: Gâteau, lit. 'الكاتو أو الجاتوه'). هي شكل من أشكال حلوى المُعجنات المصنوعة من الدقيق والسكر ومكونات أخرى، وعادة ما يتم خبزها. في أقدم أشكالها كانت الكعكات عبارة عن تعديلات للخبز، لكن الكعكات تغطي الآن مجموعة واسعة من التحضيرات التي يمكن أن تكون بسيطة أو معقدة، والتي تشترك في الميزات مع الحلويات الأخرى مثل المعجنات والمرينغ والكاسترد والفطائر.
تشتمل مكونات الكعكة الأكثر شيوعًا على الدقيق والسكر والبيض والزبدة أو الزيت أو المارجرين والسائل وعامل تخمير، مثل صودا الخبز أو مسحوق الخبز. تشمل المكونات والنكهات الإضافية الشائعة الفاكهة المجففة أو المسكّرة أو الطازجة والمكسرات والكاكاو والمستخلصات مثل الفانيليا، مع العديد من البدائل للمكونات الأساسية. ويمكن أيضا أن شغل الكعكة مع الفاكهة المحفوظة، المكسرات أو الحلوى الصلصات (مثل كريم المعجنات)، مثلج مع الزبد أو غيرها من الآيسينج، وزينت مع مرزباني، الأنابيب الحدود، أو ملبس الفاكهة.
غالبًا ما يتم تقديم الكعكة كطبق احتفالي في المناسبات الاحتفالية، مثل حفلات الزفاف والذكرى السنوية وأعياد الميلاد. هناك عدد لا يحصى من وصفات الكعكة. بعضها يشبه الخبز، وبعضها غني ومتقن، والعديد منها عمره قرون. لم يعد صنع الكعكة إجراءً معقدًا؛ بينما في وقت من الأوقات تم بذل جهد كبير في صنع الكعكة (خاصة خفق رغاوي البيض)، تم تبسيط معدات الخبز والتوجيهات حتى يتمكن حتى أكثر الطهاة هواة خبز الكعكة.

## تاريخ

### في مقدمة البداية التاريخية

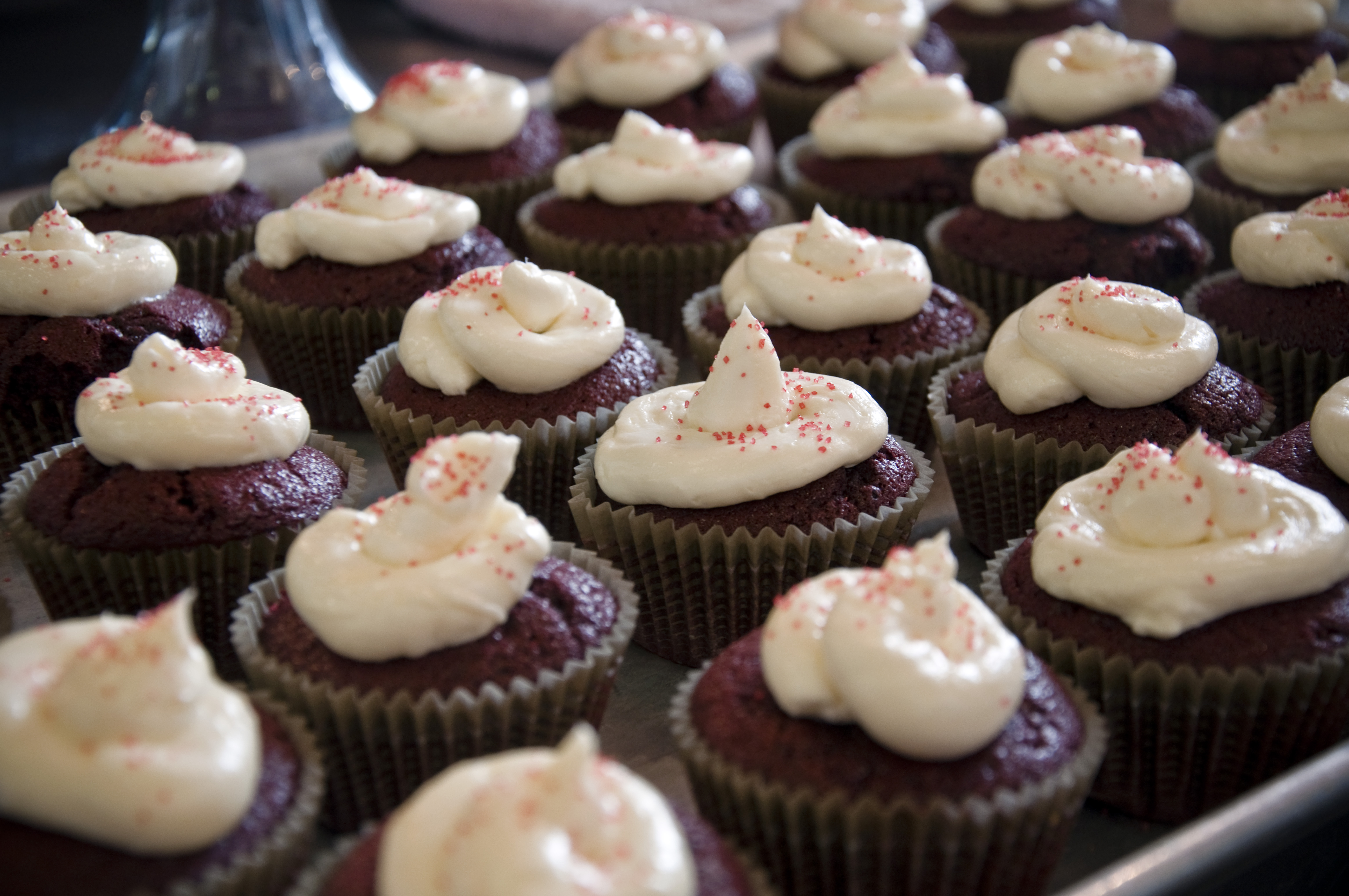
كعك مكوبة (الكاب كيك) مع كريمة الايسنج والرشاشات الحمراء

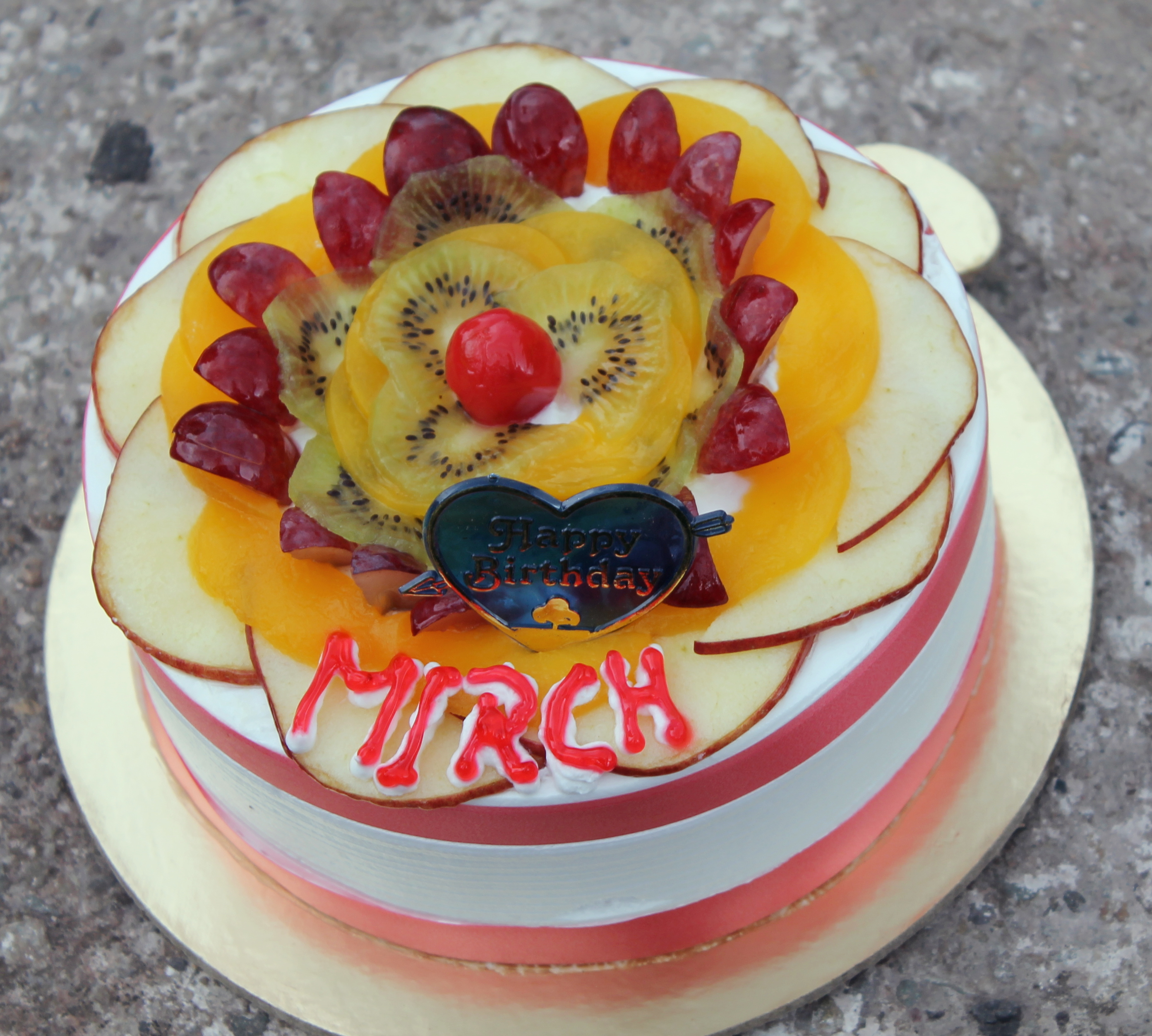
كعكة فاكهة

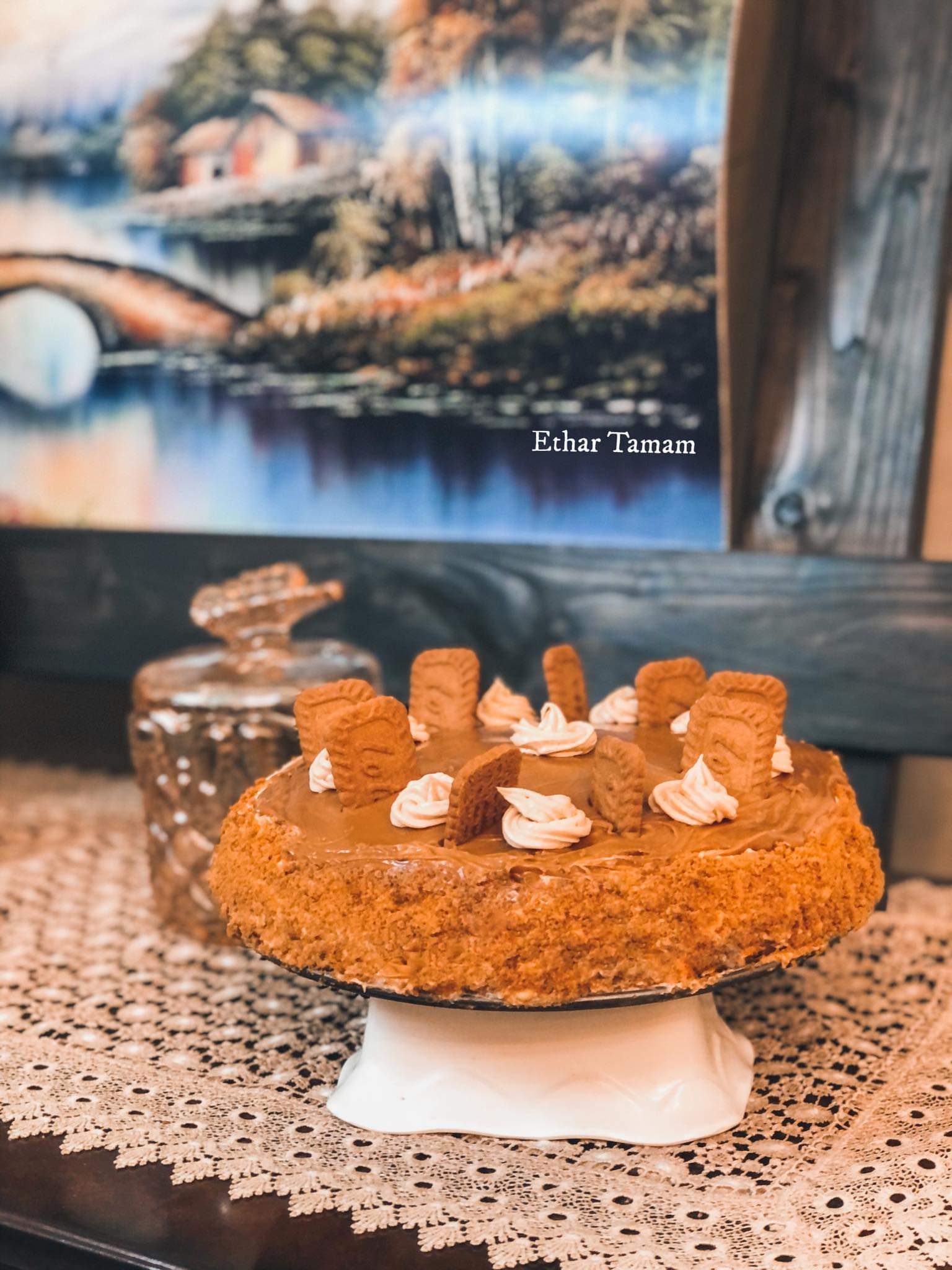
كعكة

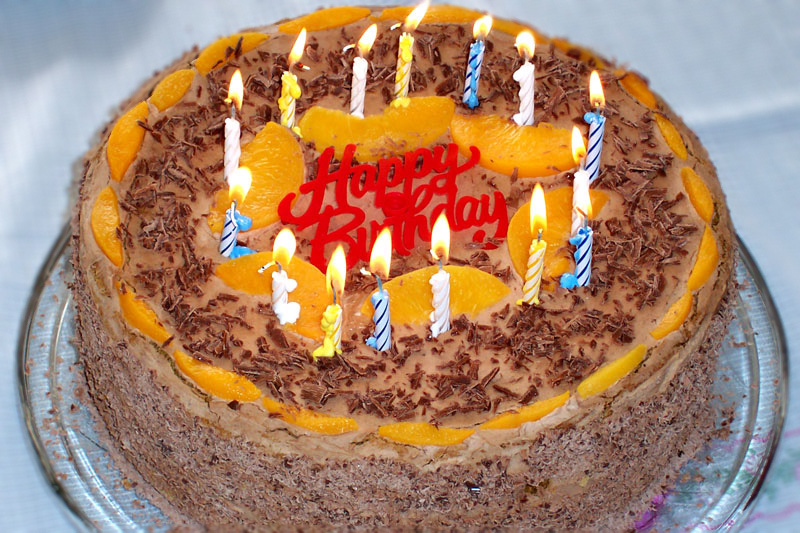
كعكة عيد ميلاد

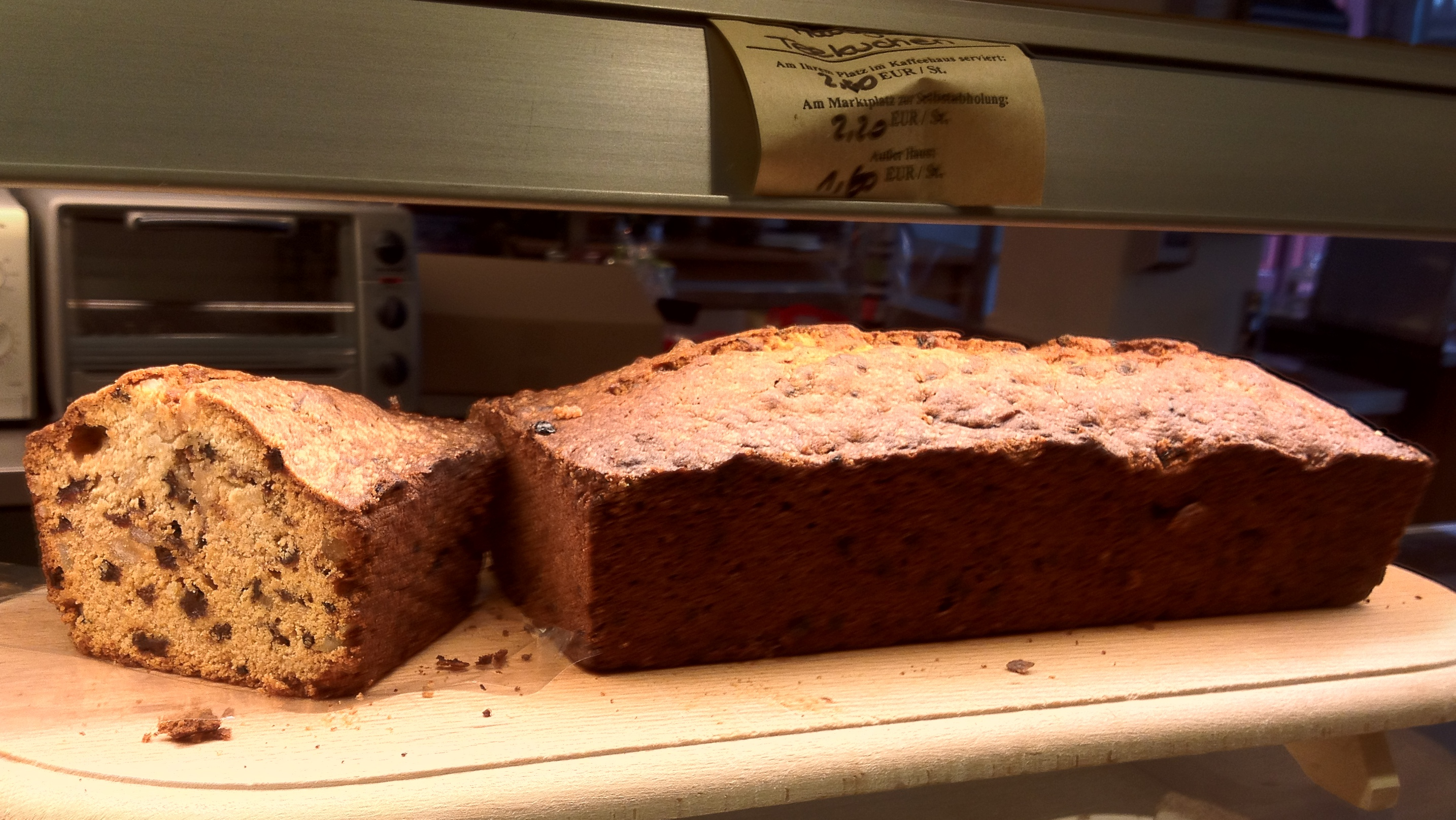
كعكة الزبيب

الكعكة هي نوع من الطعام غالباً ما يكون حلواً، ويُصنع عادة عن طريق الدقيق. تتكون الكعكة من دقيق وعوامل التحلية كالسكر وبعض الأمور الأخرى كالبيض والدهون أو الزبدة وسوائل كالحليب وبعض المحليات والخميرة. تُقدم الكعكة غالباً كحلوى مع الوجبات وفي بعض المناسبات الخاصة كحفلات العرس والمناسبات التذكارية وأعياد الميلاد. مكونات الكعكة التقليدية هي الطحين والسكر والبيض والزبدة والزيت النباتي وعوامل سائلة كالحليب أو عصير الفواكة وعوامل تخمير مثل بيكربونات الصوديوم أو ذرور الخبز. أما النكهات الشائعة التي تضاف له فتشمل الفواكه المجففة والفواكه المعلبة والثمار الطازجة والمكسرات ومسحوق الكاكاو والفانيلا. يمكن حشو الكعكة بصلصات حلوة مثل الكاسترد أو تزيّن بالكريمة وعجينة السكر التي تشكّل بأشكال وألوان مختلفة، كما تستخدم مواد أخرى للتزيين كالمرصبان والفواكه المعلبة.
تُقدّم الكعكة عادةً كطبق احتفالي في المناسبات الاحتفالية، كمناسبات الزفاف والمناسبات السنوية وأعياد الميلاد. ثمة عدد لا يحصى من وصفات الكعكات. بعضها بسيط يشبه الخبز، وبعضها غني ومتطور، بعض هذه الوصفات تعود لقرون خلت. لم يعد صنع الكعكات إجراءً معقداً، فثمة آلات تسهل تحضيره كالخفّاقة وآلات العجن والتزيين والخَبْز.

### تطور
مصطلح «كعكة» له تاريخ طويل. الكلمة نفسها من أصل الفايكنج، من الكلمة الإسكندنافية القديمة «كاكا».
أطلق الإغريق القدماء على الكعكة اسم πλακοῦς (بلاكويس)، وهو مشتق من كلمة «مسطح»، πλακόεις (plakoeis). كان يخبز بالطحين الممزوج بالبيض والحليب والمكسرات والعسل. كان لديهم أيضًا كعكة تسمى «ساتورا»، وهي كعكة مسطحة ثقيلة. خلال الفترة الرومانية، أصبح اسم الكعكة «مشيمة» مشتق من المصطلح اليوناني. كانت المشيمة تُخبز على قاعدة معجنات أو داخل علبة معجنات.
اخترع الإغريق البيرة كمخمر، وقلي الفطائر بزيت الزيتون، وكعكة الجبن باستخدام حليب الماعز. في روما القديمة، كانت عجينة الخبز الأساسية تُغنى أحيانًا بالزبدة والبيض والعسل، مما أدى إلى إنتاج مخبوزات حلوة وشبيهة بالكعكة. يشير الشاعر اللاتيني أوفيد إلى حفلة عيد ميلاده هو وأخيه وكعكة في كتابه الأول عن المنفى، تريستيا.
كانت الكعكة المبكر في إنجلترا أيضًا عبارة عن خبز: كانت الفروق الأكثر وضوحًا بين «الكعكة» و «الخبز» هي الشكل الدائري المسطح للكعك، وطريقة الطهي التي تقلب الكعكة مرة واحدة أثناء الطهي، بينما يُترك الخبز منتصبًا طوال عملية الخبز.
نشأت الكعكة الإسفنجية، المخمرة بالبيض المخفوق، خلال عصر النهضة، ربما في إسبانيا.

### خليط الكعكة
خلال فترة الكساد الكبير، كان هناك فائض من دبس السكر والحاجة إلى توفير طعام مصنوع بسهولة لملايين الأشخاص الذين يعانون من الاكتئاب الاقتصادي في الولايات المتحدة. قامت إحدى الشركات بتسجيل براءة اختراع لمزيج خبز الكعكة للتعامل مع هذا الوضع الاقتصادي، وبالتالي أنشأت الخط الأول من الكعكة في صندوق. وبذلك، أصبحت الكعكة، كما تُعرف اليوم، سلعة منتجة بكميات كبيرة بدلاً من كونها تخصصًا منزليًا أو مخبوزات.
في وقت لاحق، خلال فترة ازدهار ما بعد الحرب، طورت شركات أمريكية أخرى (ولا سيما جنرال ميلز) هذه الفكرة بشكل أكبر، حيث قامت بتسويق خليط الكعكة على أساس مبدأ الراحة، وخاصة لربات البيوت. عندما انخفضت المبيعات بشكل كبير في الخمسينيات من القرن الماضي، اكتشف المسوقون أن خبز الكعكة، الذي كان في يوم من الأيام مهمة يمكن لربات البيوت ممارسة المهارة والإبداع فيها، أصبح أمرًا محبطًا. كانت هذه فترة في التاريخ الأيديولوجي الأمريكي عندما كانت المرأة، المتقاعدة من القوى العاملة في زمن الحرب، محصورة في المجال المنزلي، بينما كانت لا تزال معرضة للنزعة الاستهلاكية المزدهرة في الولايات المتحدة. ألهم عالم النفس إرنست ديختر لإيجاد حل لمشكلة خليط الكعكة في الزينة. نظرًا لأن صنع الكعكة كان بسيطًا جدًا، يمكن لربات البيوت وغيرهم من صانعي الكعكات في المنزل بذل طاقتهم الإبداعية في تزيين الكعكة المستوحى من، من بين أشياء أخرى، الصور في مجلات الكعكات المزين بشكل متقن.
منذ ذلك الحين، أصبحت الكعكة في علبة من العناصر الأساسية في محلات السوبر ماركت ويكملها صقيع في علبة.

## أصناف
يتم تقسيم الكعكة على نطاق واسع إلى عدة فئات، بناءً على المكونات وتقنيات الخلط.
على الرغم من سهولة العثور على أمثلة واضحة للفرق بين الكعكة والخبز، إلا أن التصنيف الدقيق كان دائمًا بعيد المنال.

### كعكة الزبدة
كعكات الزبدة مصنوعة من الزبدة والسكر والبيض والدقيق. يعتمدون على مزيج الزبدة والسكر المخفوق لفترة طويلة لدمج الهواء في الخليط. تتكون كعكة الجنيه الكلاسيكية من رطل من كل من الزبدة والسكر والبيض والدقيق. نوع آخر من كعكة الزبدة يأخذ اسمه من نسبة المكونات المستخدمة هو 1-2-3-4 كعكة: 1 كوب زبدة، 2 كوب سكر، 3 أكواب دقيق، و 4 بيضات. وفقًا لبيث ترتان، كانت هذه الكعكة واحدة من أكثر الكعكات شيوعًا بين الرواد الأمريكيين الذين استقروا في ولاية كارولينا الشمالية.
يوجد مسحوق الخبز في العديد من كعكات الزبدة، مثل إسفنجة فيكتوريا. تخلط المكونات أحيانًا دون دهن الزبدة، باستخدام وصفات لتحضير كعكات بسيطة وسريعة.

### كعكة إسفنجية
الكعكة الإسفنجية (أو كعكة الرغوة) مصنوعة من البيض المخفوق والسكر والدقيق. يتم تخمير الكعكة الإسفنجية التقليدية بالبيض فقط. يعتمدون بشكل أساسي على الهواء المحبوس في مصفوفة البروتين (بشكل عام من البيض المخفوق) لتوفير التخمير، أحيانًا مع إضافة القليل من مسحوق الخبز أو الخميرة الكيميائية الأخرى. يُعتقد أن كعكة الإسفنج المخمر بالبيض هي أقدم كعكة مصنوعة بدون خميرة.
كعكة قوت الملائكة هي كعكة بيضاء تستخدم فقط بياض البيض ويتم خبزها تقليديًا في مقلاة أنبوبية. جينواز الفرنسية عبارة عن كعكة إسفنجية تحتوي على زبدة مصفاة. الكعكة الإسفنجية المزخرف للغاية مع الطبقة الفخمة تسمى أحيانًا gateau، وهي الكلمة الفرنسية للعكة (الكيك). كعكة الشيفون عبارة عن كعكات إسفنجية بزيت نباتي مما يضيف رطوبة.

### كعكة الشوكولاتة

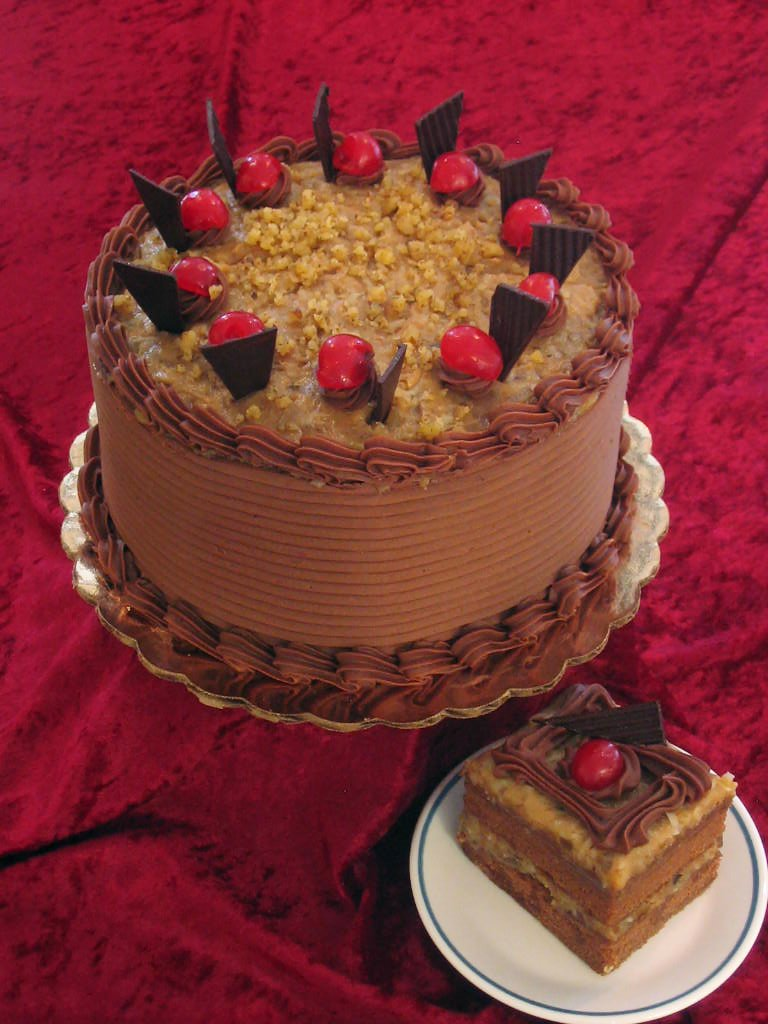
كعكة الشوكولاته الألمانية

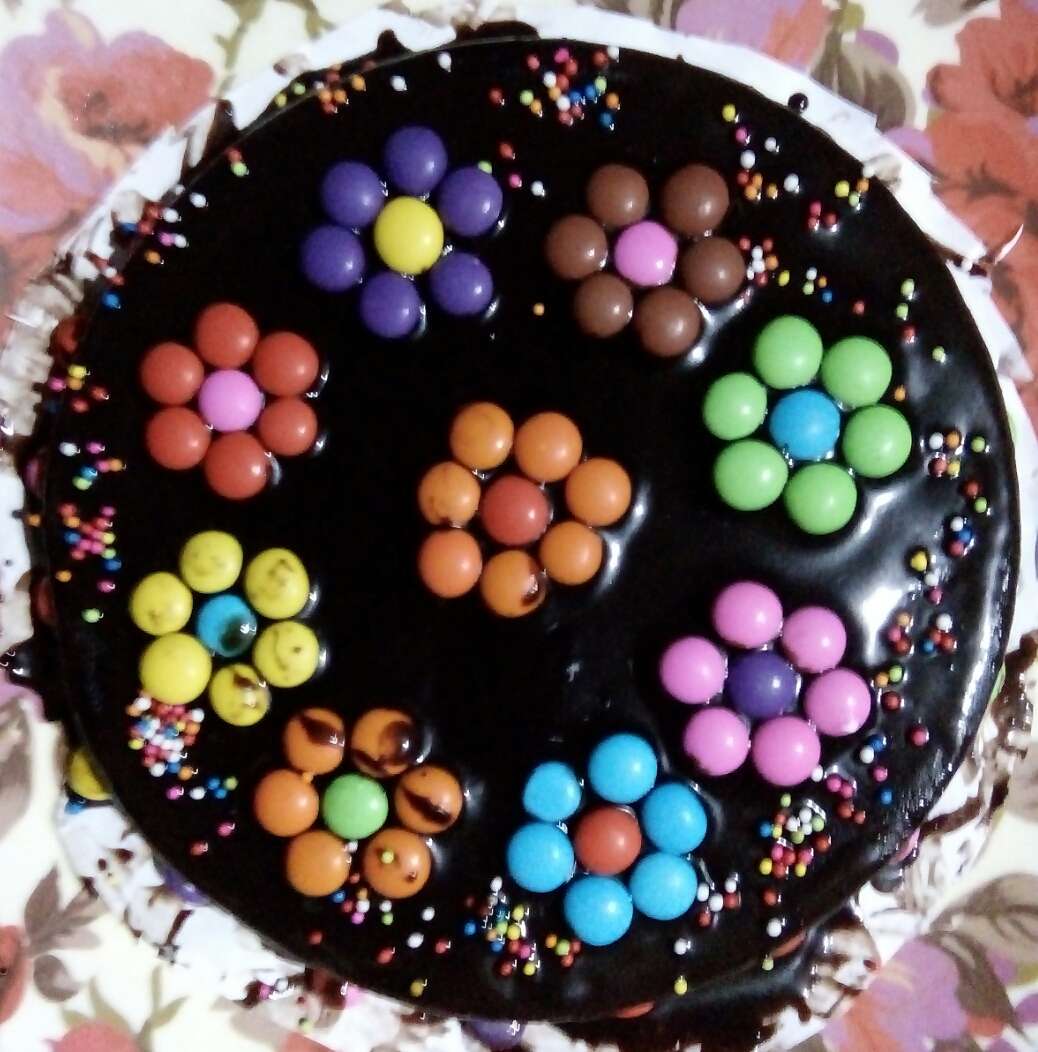
كعكة الشوكولاتة خبز منزلي.

كعكة الشوكولاتة هي كعكة الزبدة أو كعكة الإسفنجية أو أنواع أخرى من الكعكات بنكهة الشوكولاتة المذابة أو مسحوق الكاكاو. كعكة الشوكولاتة الألمانية هي مجموعة متنوعة من كعكة الشوكولاتة. كعكة الفدج هي كعكة الشوكولاتة التي تحتوي على حلوى الفدج.

### كعكة القهوة
يُعتقد عمومًا أن كعكة القهوة هي كعكة تُقدم مع القهوة أو الشاي في وجبة الإفطار أو أثناء استراحة القهوة. تستخدم بعض الأنواع الخميرة كعامل تخمير بينما يستخدم البعض الآخر صودا الخبز أو مسحوق الخبز. غالبًا ما تحتوي هذه الكعكات على فتات صغيرة تسمى ستريوسل أو رذاذ زجاجي خفيف.

### كعكة بدون طحين
تشمل كعكات المخبوز الخالي من الدقيق الجبن المخبوز وكعكة الشوكولاتة الخالي من الدقيق. كعكات الجبن، على الرغم من اسمها، ليست كعكات على الإطلاق. فطائر الجبن عبارة عن فطائر كاسترد، مع حشوة مصنوعة في الغالب من بعض أشكال الجبن (غالبًا الجبن الكريمي أو الماسكربون أو الريكوتا أو ما شابه ذلك)، وقليل جدًا من الطحين المضافة، على الرغم من أنه يمكن استخدام قشرة مقرمشة من الدقيق أو جراهام. كما أن كعكات الجبن قديمة جدًا، مع وجود أدلة على الكعكات المحلاه بالعسل الذي يعود تاريخه إلى اليونان القديمة.

### طبقات الكعكة
الكعك ذو الطبقات عبارة عن كعكات مصنوعة من طبقات من الإسفنج أو كعكة الزبدة، مملوءة بالكريمة أو المربى أو أي حشوة أخرى لتثبيت الطبقات معًا.

### كعكة بيضة واحدة
كعكة بيضة واحدة مصنوعة من بيضة واحدة. يمكن صنعها بالزبدة  أو سمن نباتي. كانت كعكة البيض وصفة اقتصادية عند استخدام بيضتين لكل كعكة كانت مكلفة للغاية.

## مقارنة بالخبز
على الرغم من سهولة العثور على أمثلة واضحة للفرق بين الكعكة والخبز، إلا أن التصنيف الدقيق كان دائمًا بعيد المنال. على سبيل المثال، يمكن اعتبار خبز الموز إما خبزًا سريعًا أو كعكة. كعكات الخميرة هي الأقدم وتشبه إلى حد بعيد خبز الخميرة. غالبًا ما تكون هذه الكعكات تقليدية جدًا في الشكل وتتضمن معجنات مثل بابكا والمسروق.

## كعكات الأغراض الخاصة

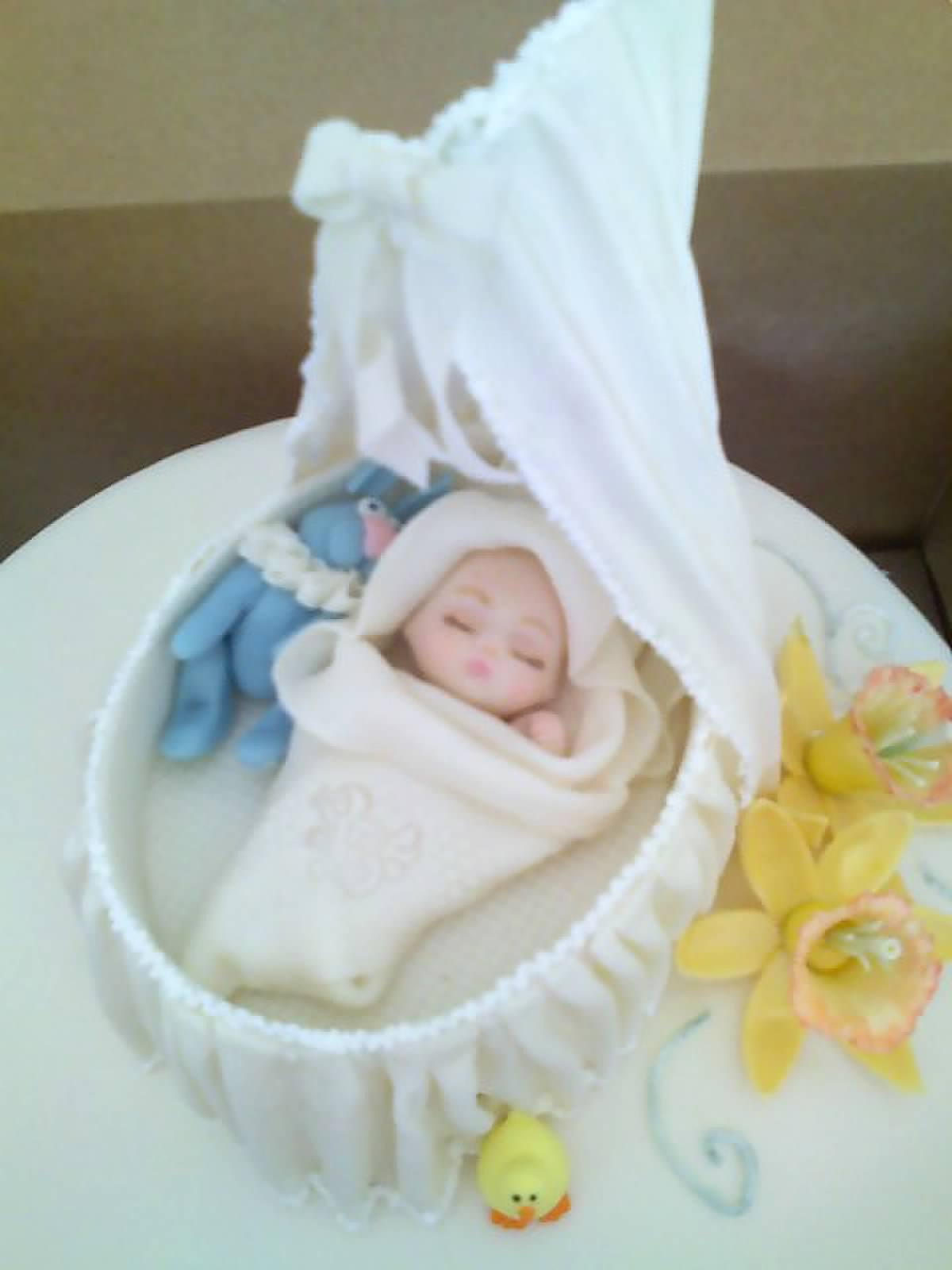
كعكة مصنوعة لاستحمام الأطفال بزخارف صالحة للأكل، مثال على الفن الصالح للأكل

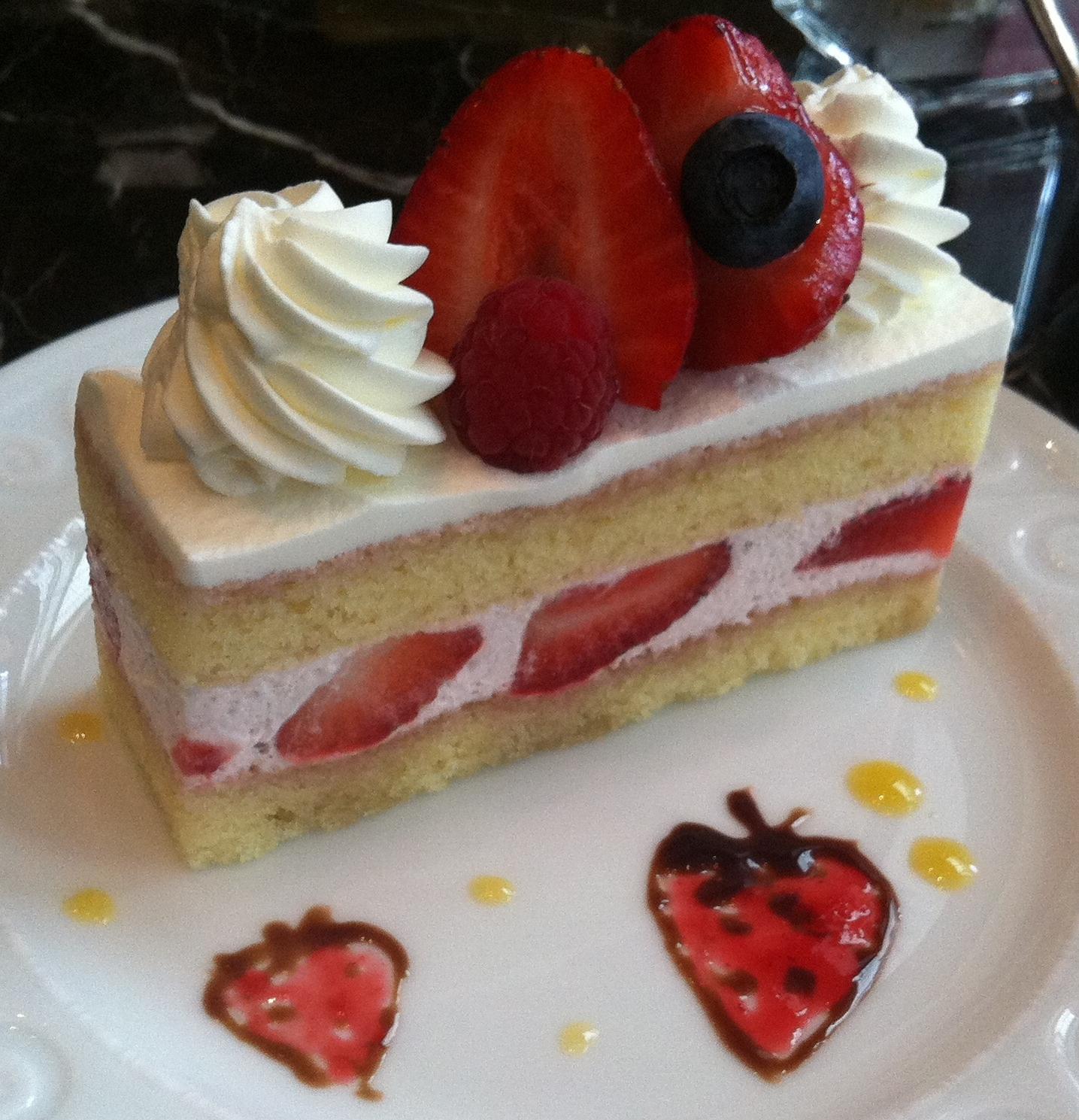
كعكة الفراولة المحضرة على شكل كعكة طبقات.

يمكن تصنيف الكعكة حسب المناسبة التي صُنعت من أجلها. على سبيل المثال، كعكات الزفاف، كعكات أعياد الميلاد، كعكات القربان الأول، كعكات عيد الميلاد، كعكات الهالوين، وكعكة عيد الفصح (نوع من الكعكات الإسفنجية يُصنع أحيانًا من وجبة ماتزو) يتم تحديدها جميعًا في المقام الأول وفقًا للاحتفال الذي يقصدون مرافقتهم. يشكل قطع كعكة الزفاف احتفالاً اجتماعياً في بعض الثقافات. نشأت طقوس الزواج الرومانية القديمة من كونفراشيو في تقاسم الكعكة.
قد تكون مرتبطة بأنواع معينة من الكعكة مع المهرجانات معينة، مثل ستولين أو سجل الشوكولاته (في عيد الميلاد)، بابكا وكعكة سيمنل (في عيد الفصح)، أو كعك القمر. كان هناك تقليد طويل لتزيين كعكة مثلج في وقت عيد الميلاد. تشمل أنواع الكعكات الأخرى المرتبطة بعيد الميلاد قطع الشوكولاتة والفطائر المفرومة.

كعكة لانكشاير كورتينج هي كعكة مليئة بالفاكهة مخبوزة من قبل خطيبتها. وُصِفت الكعكة بأنها «في مكان ما بين إسفنجة صلبة - مع نسبة طحين إلى الدهون والبيض أكبر من كعكة فيكتوريا الإسفنجية - وقاعدة كعكة الغريبة وكانت دليلاً على مهارات الخبز لدى العروس». تقليديا هو عبارة عن كعكة من طبقتين مليئة بالفراولة أو التوت والقشدة المخفوقة.

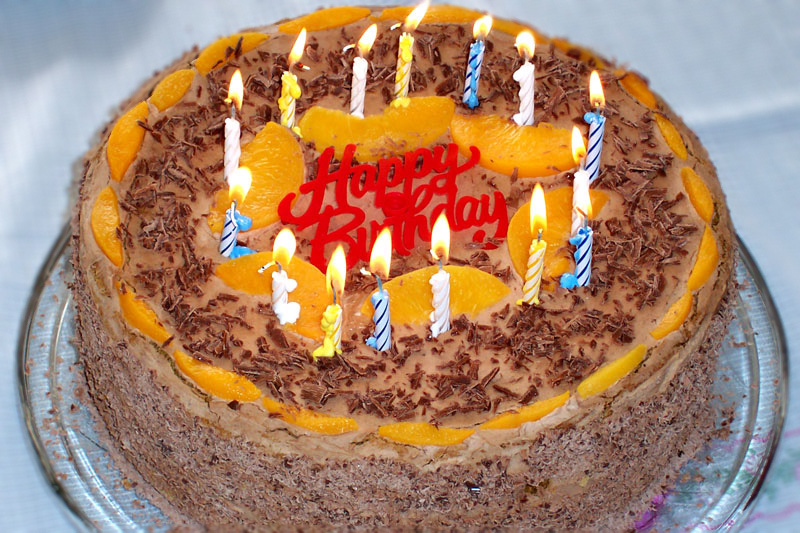
كعكة عيد ميلاد مزينة
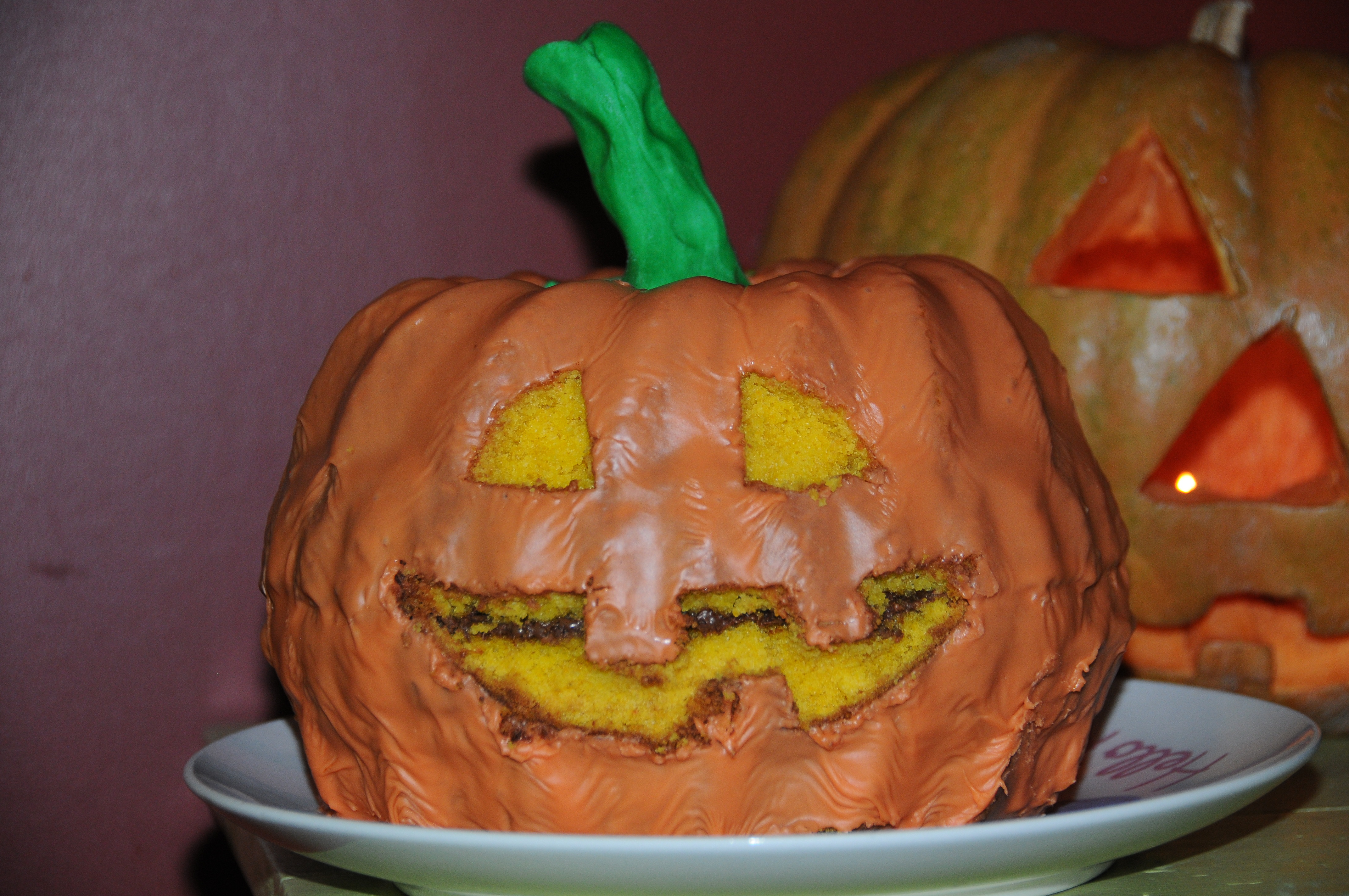
كعكة الهالوين على شكل قرع
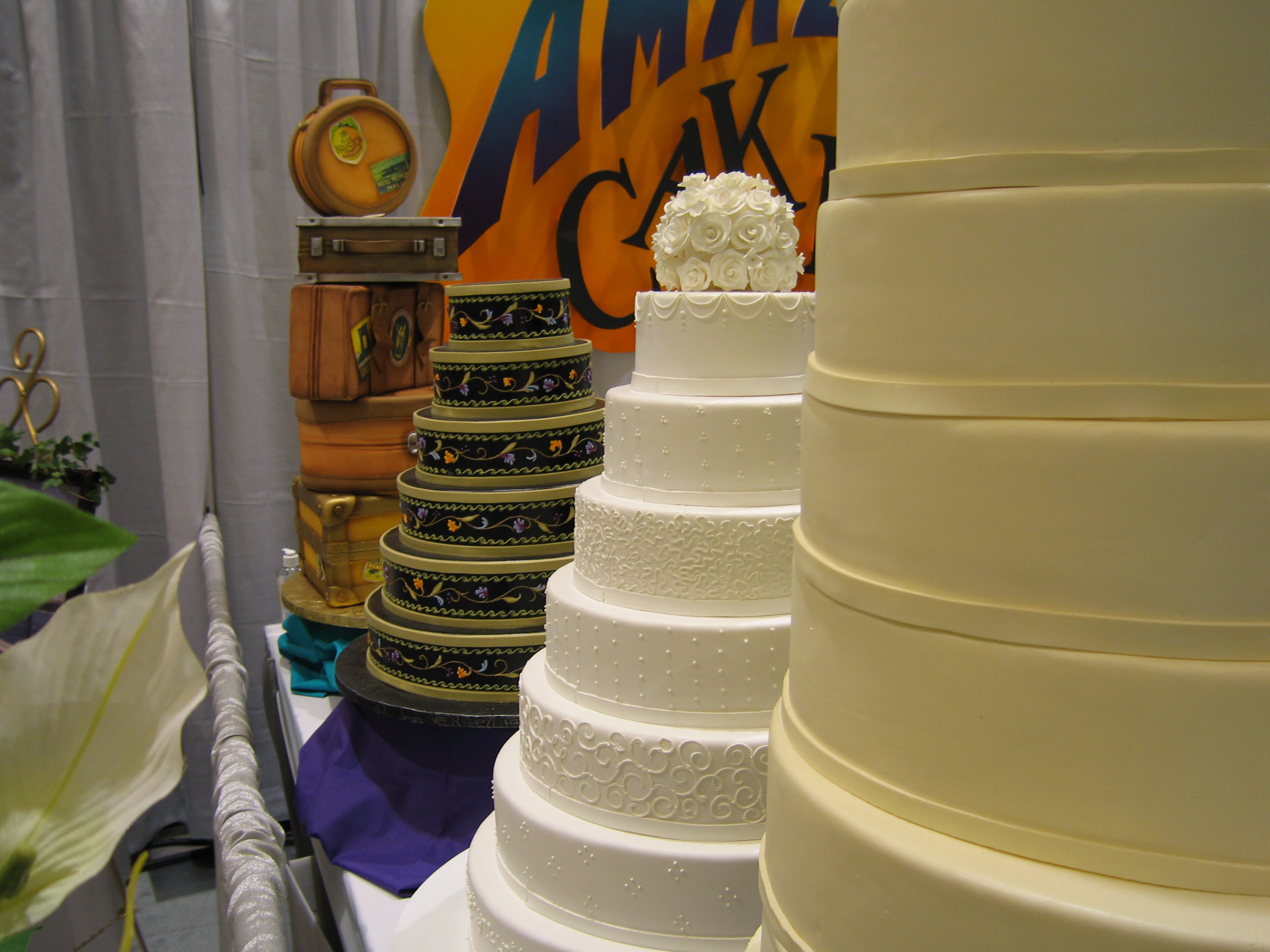
كعكة الزفاف في عرض الزفاف

## الأشكال

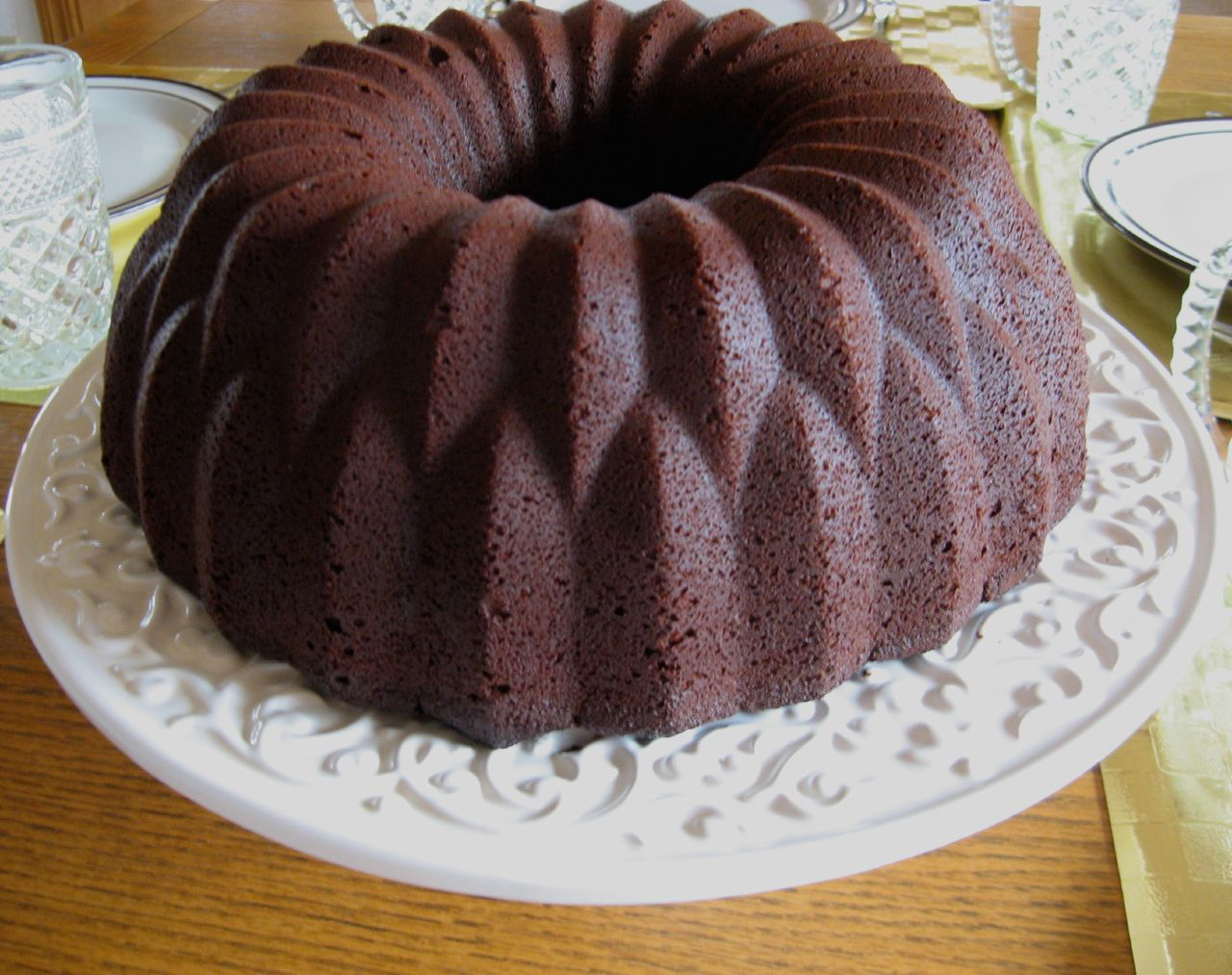
كعكة الشوكولاتة بالقشطة الحامضة

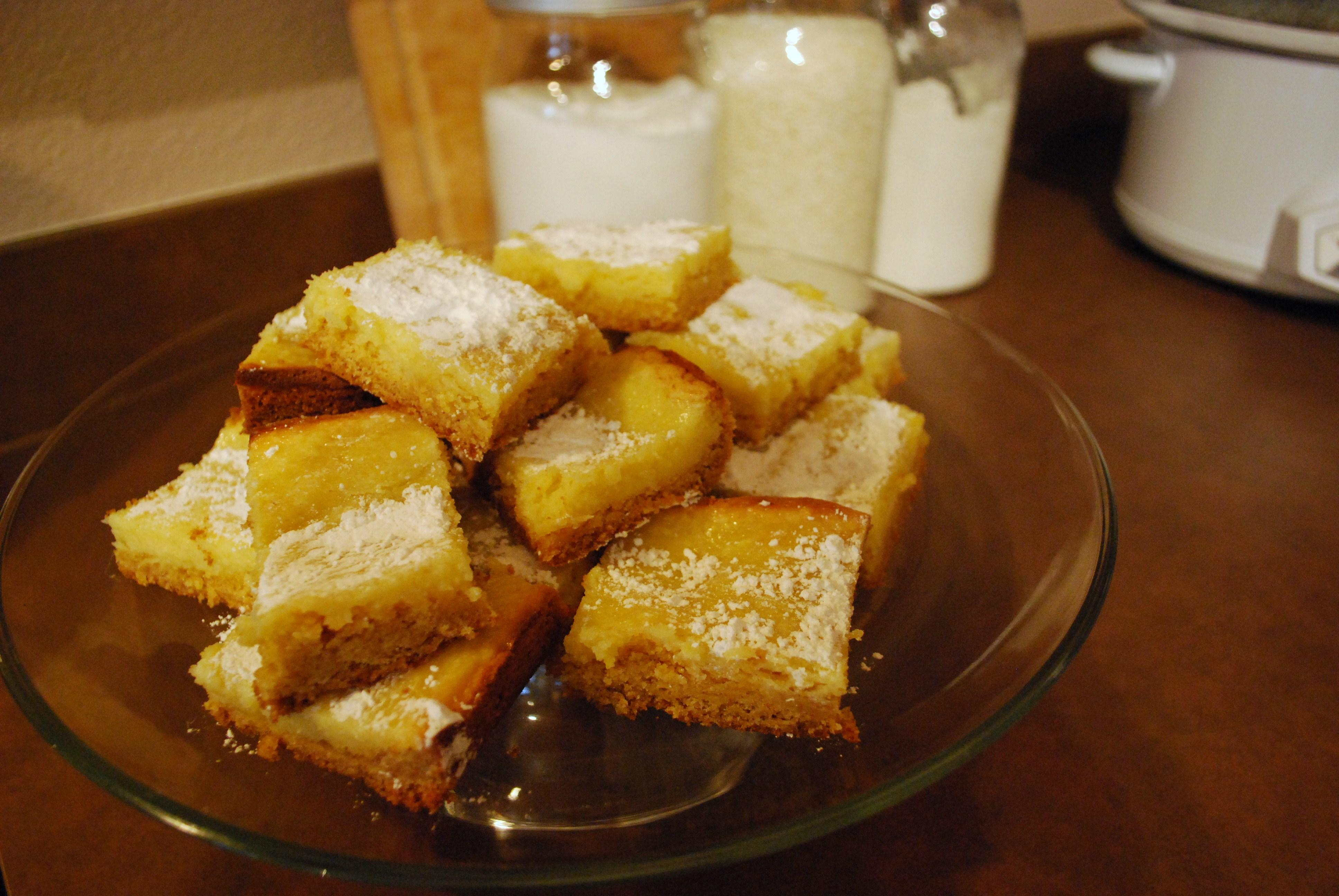
كعكة زبدة

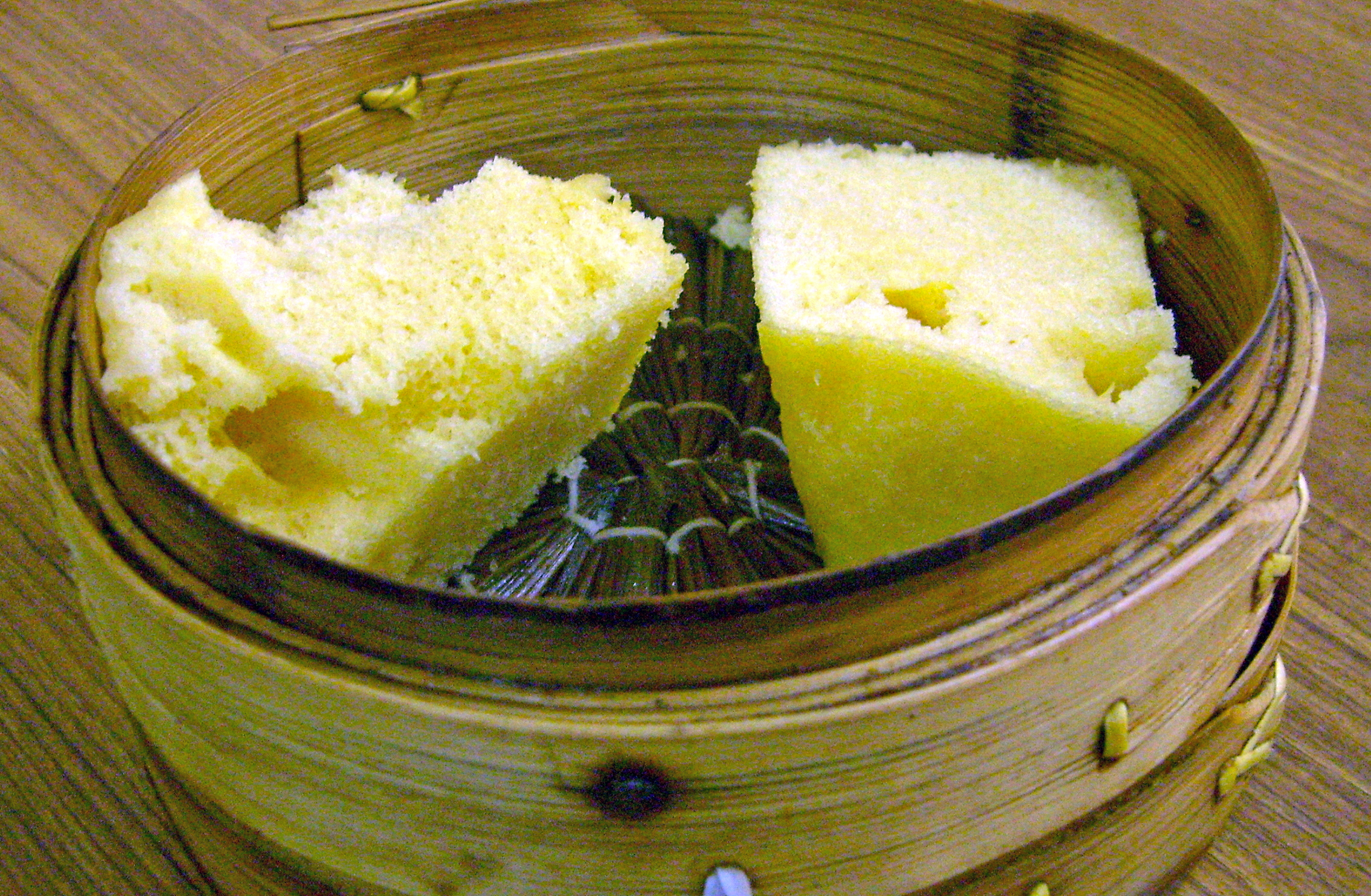
كعكة إسفنجية على البخار تسمى ما لاي جاو

كثيرا ما توصف الكعكة وفقا لشكلها المادي. قد تكون الكعكة صغيرة ومخصصة للاستهلاك الفردي. يمكن صنع الكعكة الأكبر حجمًا ليتم تقطيعه إلى شرائح وتقديمه كجزء من وجبة أو وظيفة اجتماعية. تشمل الأشكال الشائعة ما يلي:
- كعكة بوندت.
- كرات الكعكة.
- كعكة الملوثات العضوية الثابتة.
- مخروطي الشكل، مثل كرانسكاكي.
- الكب كيك والمادلين، وكلاهما يتسع لشخص واحد.
- كعكة طبقات، تُخبز بشكل متكرر في مقلاة منبثقة ومزينة.
- كعكات صفائحية، كعكات بسيطة، مسطحة، مستطيلة الشكل تُخبز في صواني.
- سويس رولز.

كعكات بالشكل
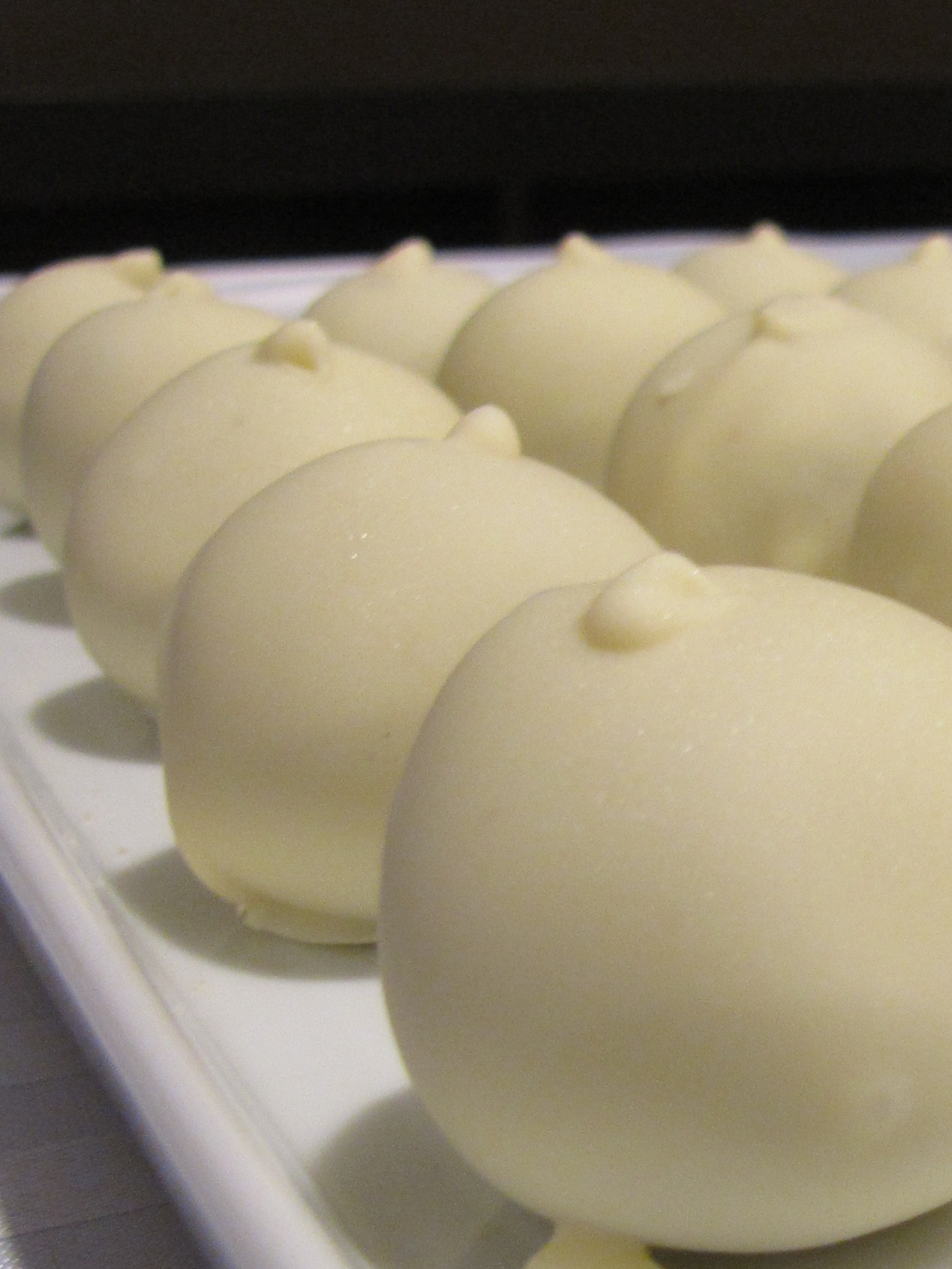
طبق كرات كيك الشوكولاتة البيضاء
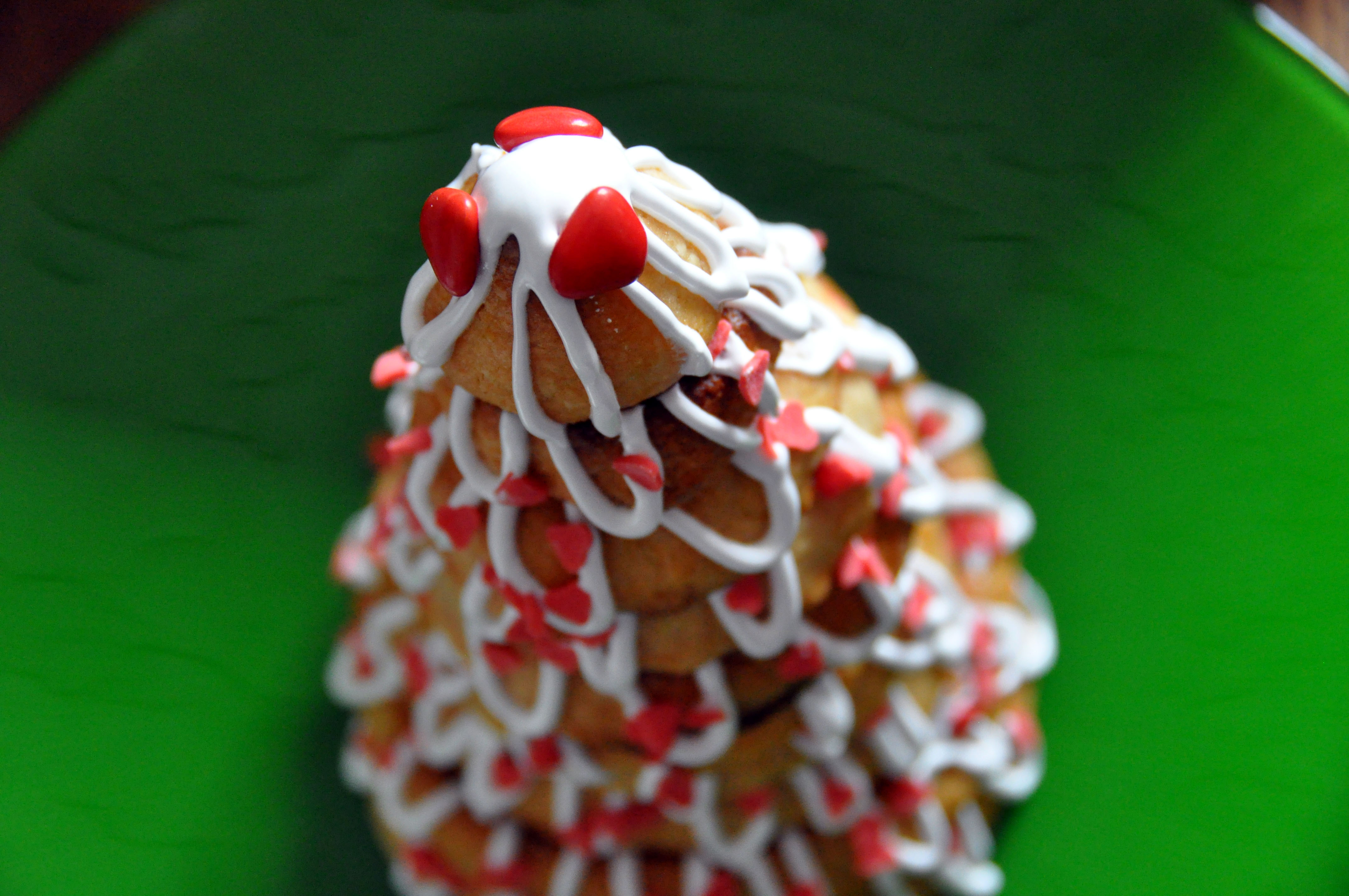
يعتبر كرانسيكاجي مثالاً على كعكة مخروطية الشكل
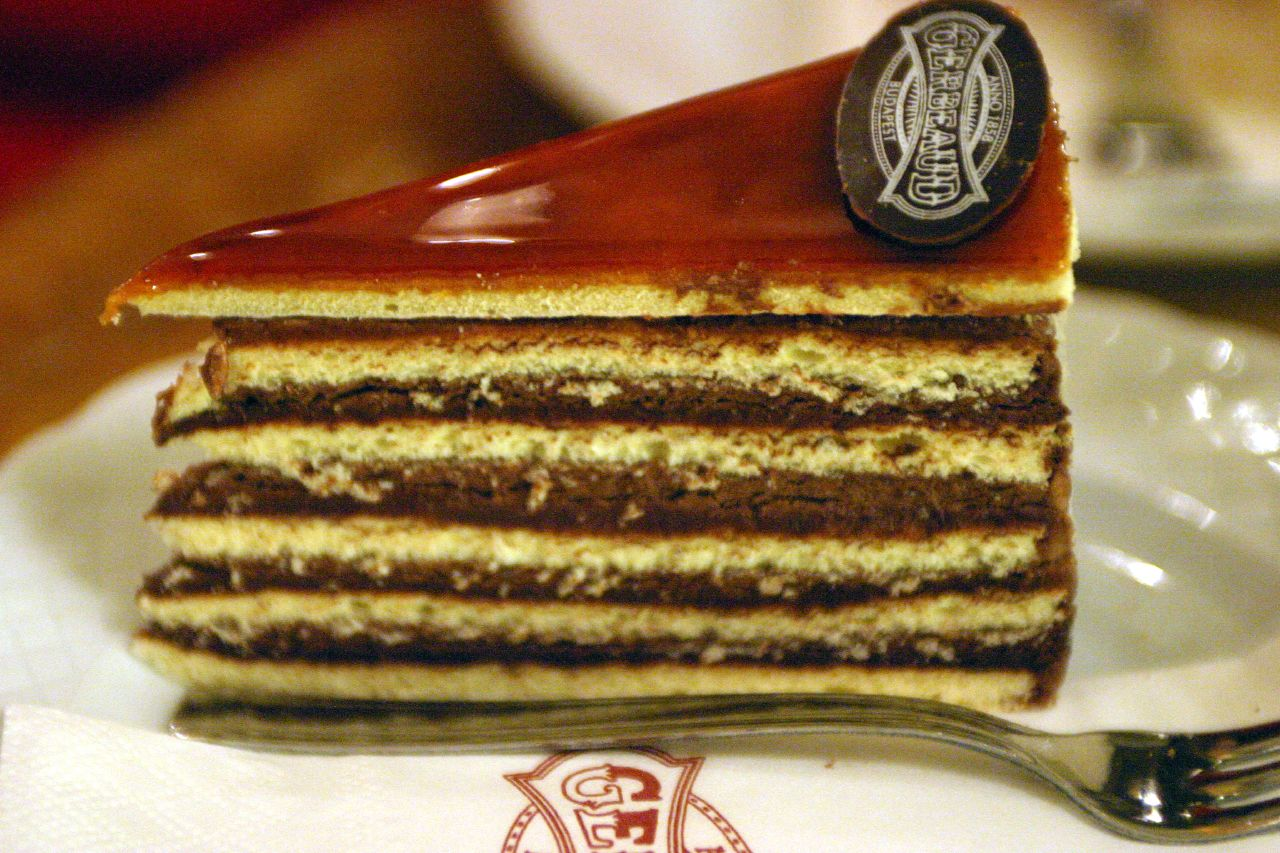
تورتة دوبوس هو شكل أقدم من كعكة طبقات.
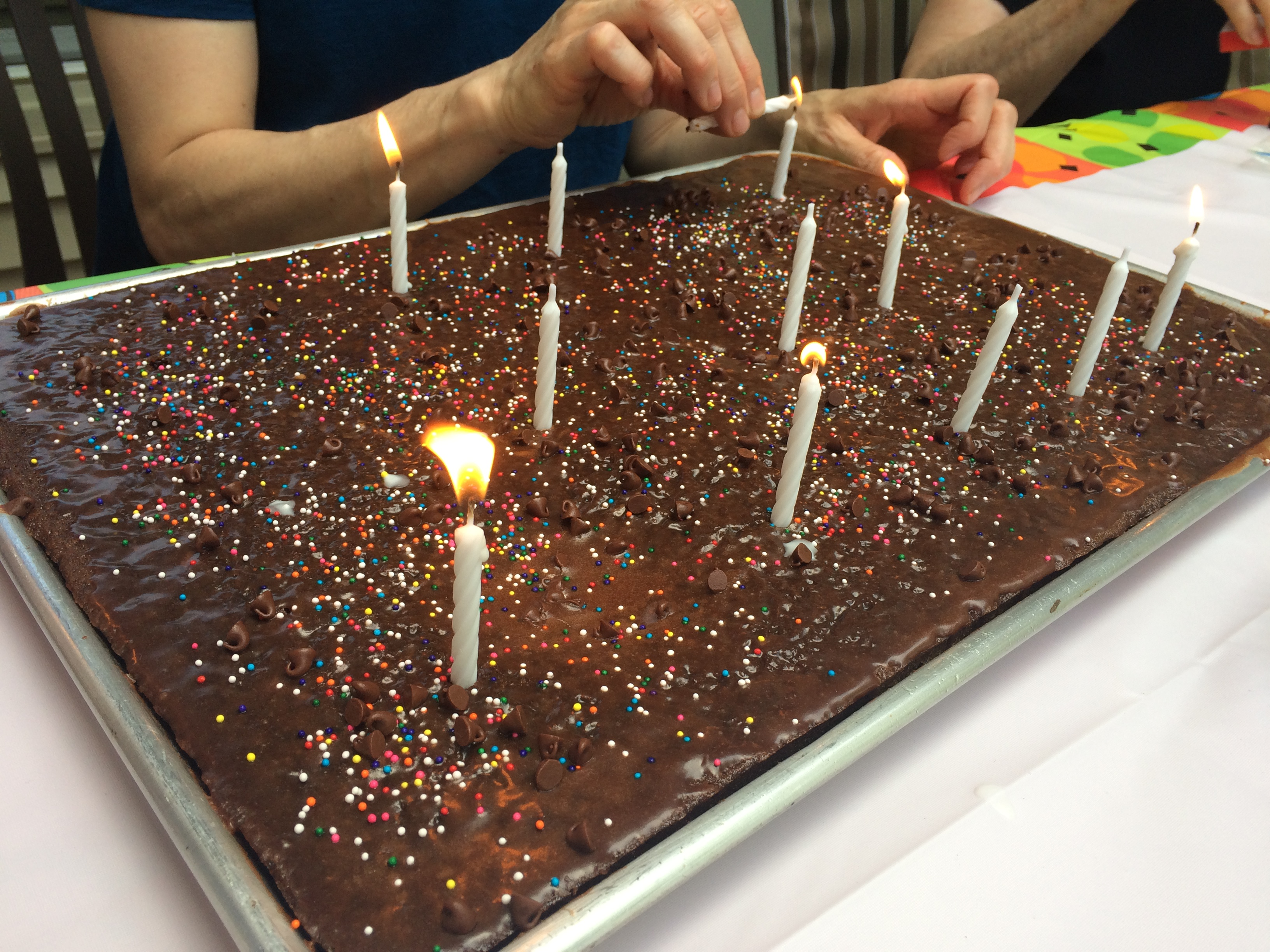
كعكة ورقة  [لغات أخرى]‏

## طحين الكعكة
دقيق الكعكة الخاص الذي يحتوي على نسبة عالية من النشا إلى الغلوتين مصنوع من قمح ناعم الملمس قليل البروتين. إنه مبيض بقوة ومقارنة بالدقيق متعدد الأغراض، يميل طحين الكعكة إلى إنتاج كعكات ذات قوام أخف وأقل كثافة. لذلك، غالبًا ما يتم تحديدها أو تفضيلها في الكعكة التي يُقصد بها أن يكون طريًا وخفيفًا و/أو بيضاء ناصعًا، مثل كعكة قوت الملائكة. ومع ذلك إذا تم طلب دقيق الكعكة، فيمكن عمل بديل عن طريق استبدال نسبة صغيرة من الدقيق متعدد الأغراض بنشا الذرة أو إزالة ملعقتين كبيرتين من كل كوب من الدقيق متعدد الأغراض. تحدد بعض الوصفات صراحة الدقيق لجميع الأغراض أو تسمح به، لا سيما عندما يكون قوام كعكة أكثر حزما أو أكثر كثافة.

## طبخ
يمكن أن تفشل الكعكة في الخبز بشكل صحيح، وهو ما يسمى «السقوط». في الكعكة التي «تسقط»، قد تغرق الأجزاء أو تتسطح، لأنه تم خبزها في درجة حرارة منخفضة جدًا أو ساخنة جدًا،  عندما تم طهيها جيدًا  وعند وضعها في فرن يكون ساخنًا جدًا في بداية عملية الخبز. يمكن أن يؤدي استخدام كميات زائدة من السكر أو الدقيق أو الدهون أو الخميرة إلى سقوط الكعكة. يمكن أن تسقط الكعكة أيضًا عند تعرضها للهواء البارد الذي يدخل الفرن عند فتح باب الفرن أثناء عملية الطهي.

## تزيين الكعكة
غالبًا ما يتم تحسين الكعكة النهائية من خلال تغطيتها بالجليد أو التجميد والطبقة مثل الرشات والتي تُعرف أيضًا باسم «الجيميز» في أجزاء معينة من الولايات المتحدة والبعض القليل من سكان المملكة المتحدة. عادة ما يتم صنع الزينة من مسحوق السكر (البودرة)، وأحيانًا دهون من نوع ما، أو حليب أو كريمة، وغالبًا ما تكون منكهات مثل مستخلص الفانيليا أو مسحوق الكاكاو. يستخدم بعض المصممين كريمة أقراص سكرية ملفوفة. تميل المخابز التجارية إلى استخدام شحم الخنزير للدهن، وغالبًا ما تخفق الشحم لإدخال فقاعات الهواء. هذا يجعل كريمة التزيين خفيفة وقابلة للدهن. يستخدم الخبازون المنزليون شحم الخنزير أو الزبدة أو المارجرين أو مزيج منها. الرشات عبارة عن قطع صغيرة صلبة من السكر والزيوت الملونة بألوان الطعام. في أواخر القرن العشرين، أصبحت منتجات تزيين الكعك الجديدة متاحة للجمهور. يتضمن ذلك العديد من الرشات المتخصصة وحتى الطرق لطباعة الصور ونقل الصورة على كعكة.

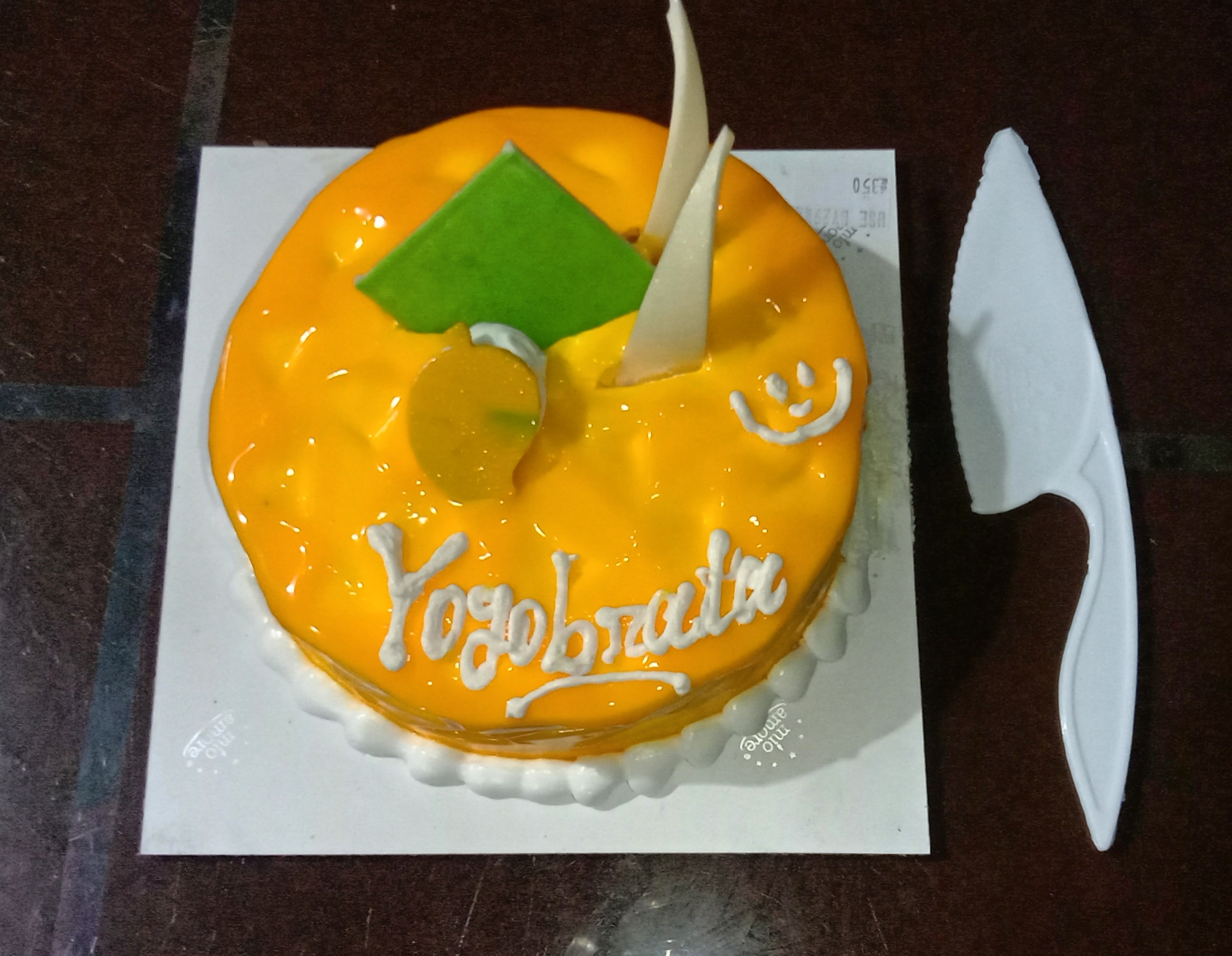
كعكة بنكهة المانجو مزينة بشكل جيد خلال الاحتفال بعيد ميلاد

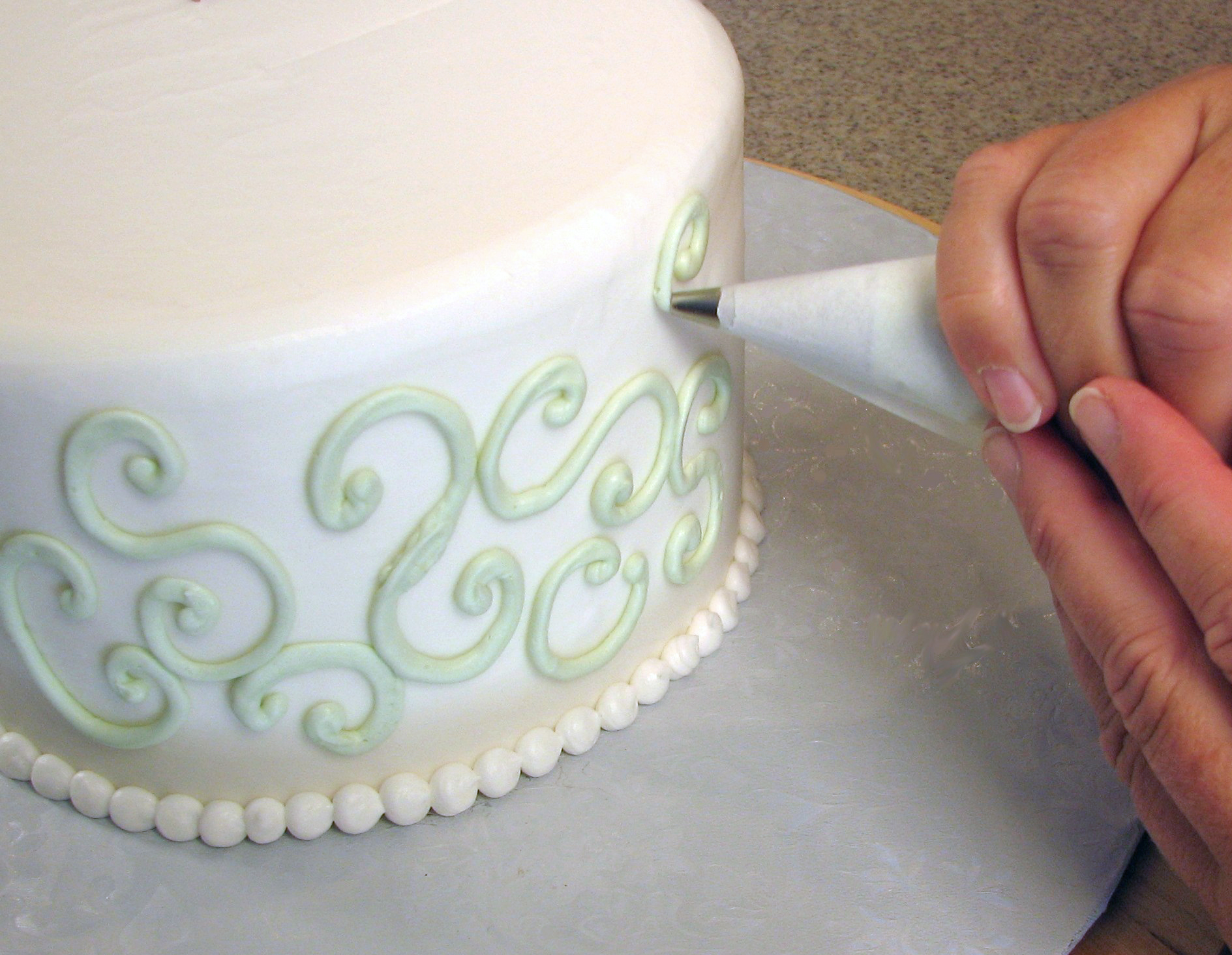
تزيين الكعكة - يتم وضع دوامات الزبدة على جوانب هذه الكعكة باستخدام كيس المعجنات

هناك حاجة إلى أدوات خاصة لتزيين الكعكة الأكثر تعقيدًا، مثل أكياس الأنابيب ونصائح الأنابيب المختلفة والمحاقن والحصائر المزخرفة. لاستخدام كيس الأنابيب أو المحقنة، يتم توصيل طرف الأنابيب بالكيس أو المحقنة باستخدام قارنة التوصيل. تمتلئ الكيس أو المحقنة جزئيًا بالثلج الملون أحيانًا. باستخدام أطراف الأنابيب المختلفة والتقنيات المختلفة، يمكن لمصمم تزيين الكعكة أن يصنع العديد من التصميمات المختلفة. تتضمن نصائح التزيين الأساسية نجمة مفتوحة ونجمة مغلقة ونسيج سلة ودائرية وزهرة متساقطة وأوراق نباتية ومتعددة وبتلات ونصائح متخصصة. يتم استخدام حصيرة النقش لإنشاء تأثيرات منقوشة. يمكن استخدام القرص الدوار للكيك الذي يتم غزل الكعكة عليه في تزيين الكعكة.
تستخدم الكريمة الملكية، المرزبانية (أو نسخة أقل حلاوة، تُعرف باسم عجينة اللوز)، وثلج الفوندان (المعروف أيضًا باسم عجينة السكر)، وكريمة الزبدة كغطاء للجليد ولإنشاء الزخارف. الأزهار شوجركرافت أو الزهور السكر السلكية تشكل جزءا هاما من تزيين الكعكة. كعكات المناسبات الخاصة، مثل كعكات الزفاف، هي كعكات غنية بالفواكه تقليديًا أو كعكات ماديرا أحيانًا، مغطاة بالمرزبان ومثلجة باستخدام الجليد الملكي أو عجينة السكر. تم تشطيبها بأنابيب (مصنوعة من الجليد الملكي) ومزينة برسالة أنابيب، أزهار سكر سلكية، أزهار أقراص سكرية مشكلة يدويًا، فاكهة مرزبانية، أزهار مزروعة بالأنابيب، أو فواكه أو أزهار متبلورة مثل العنب أو البنفسج.

Decorated cakes
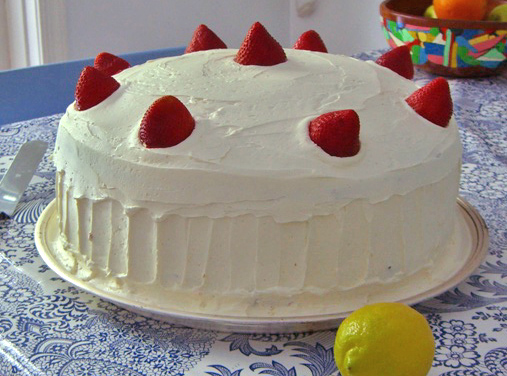
كعكة كبيرة مزينة بالفراولة
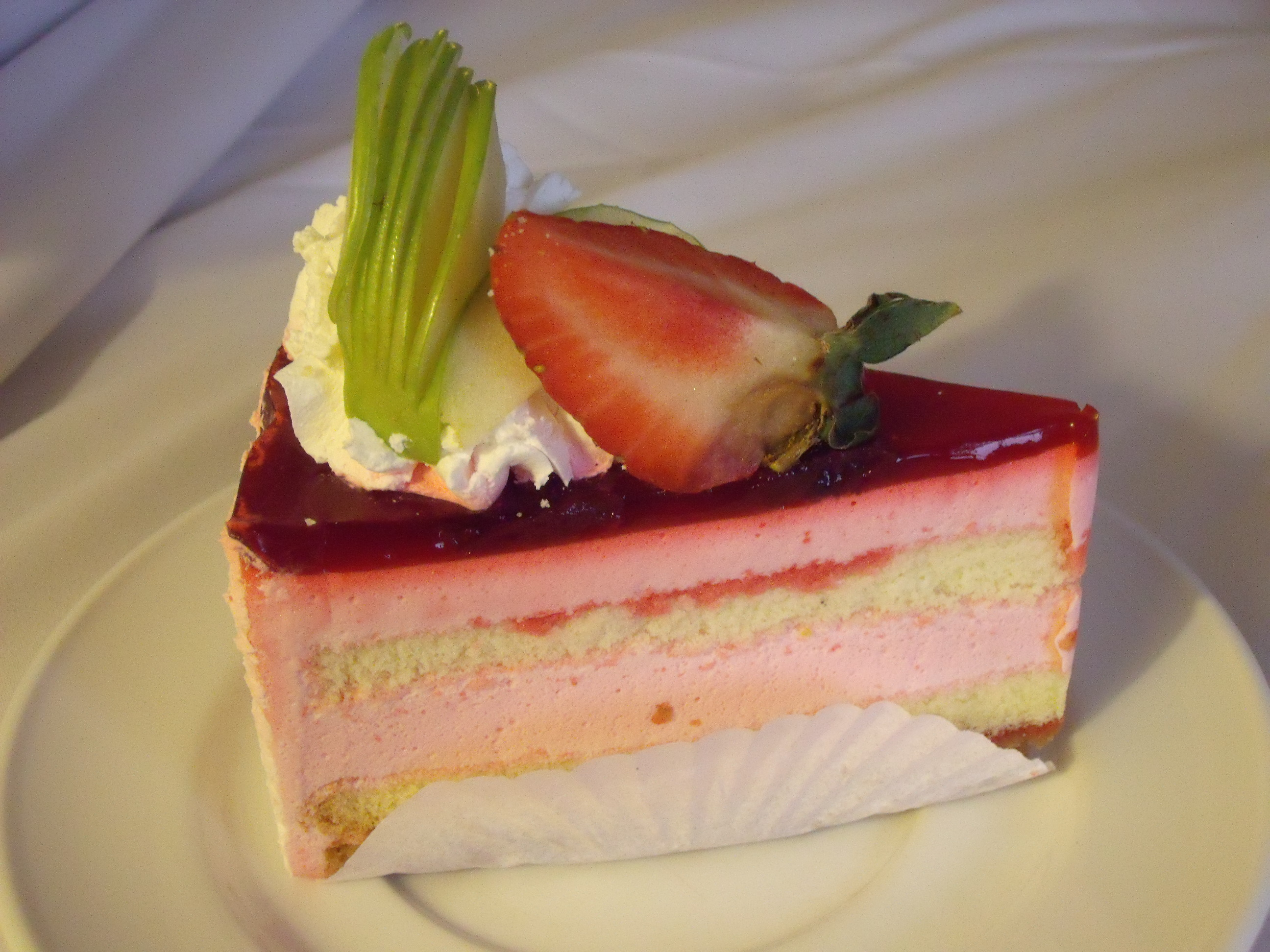
شريحة كيك فراولة  [لغات أخرى]‏ مع تزيين بالفراولة
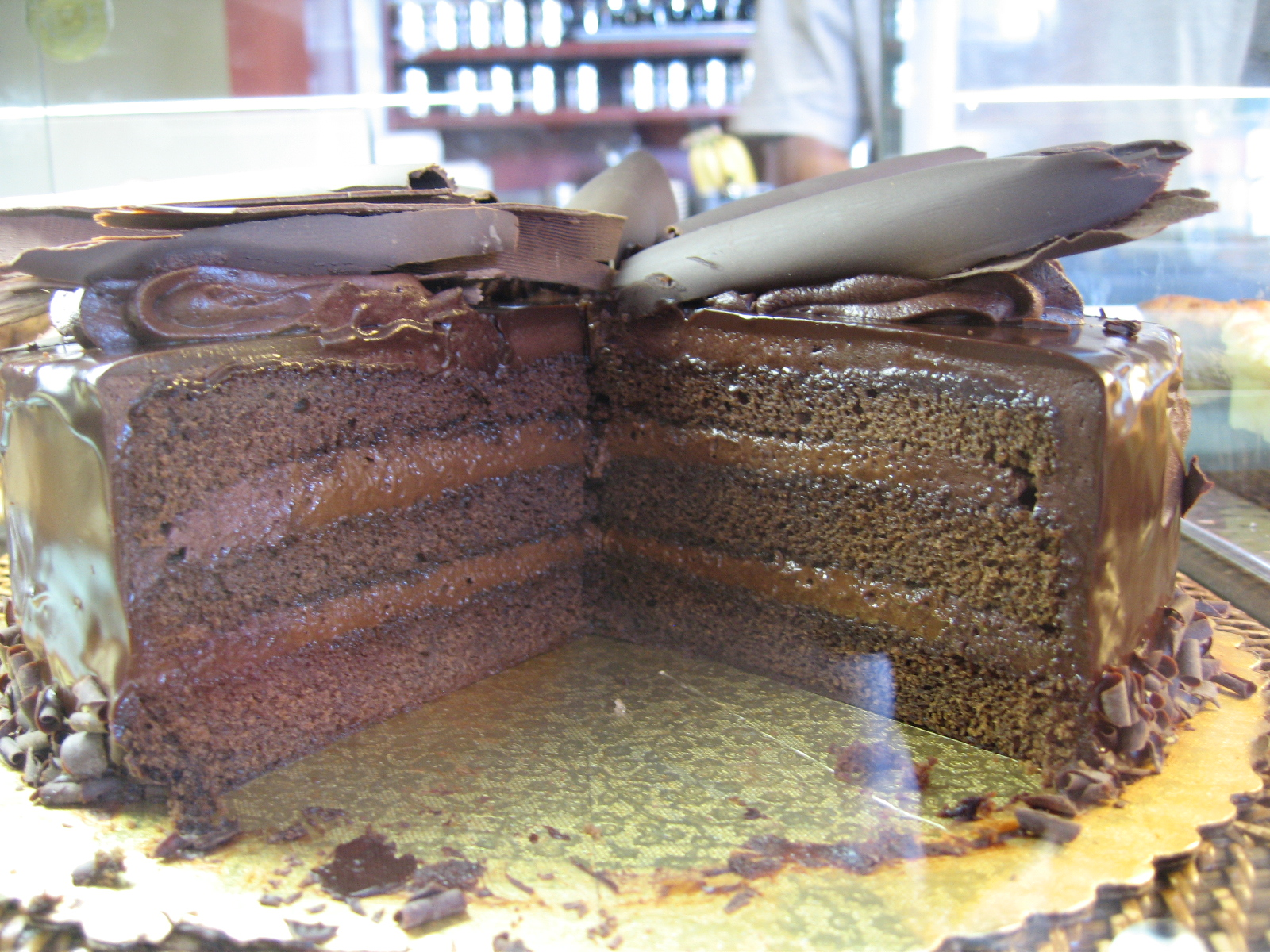
كعكة طبقات شوكولاتة مع فروستينج شوكولاتة و شوكولاتة مبشورة

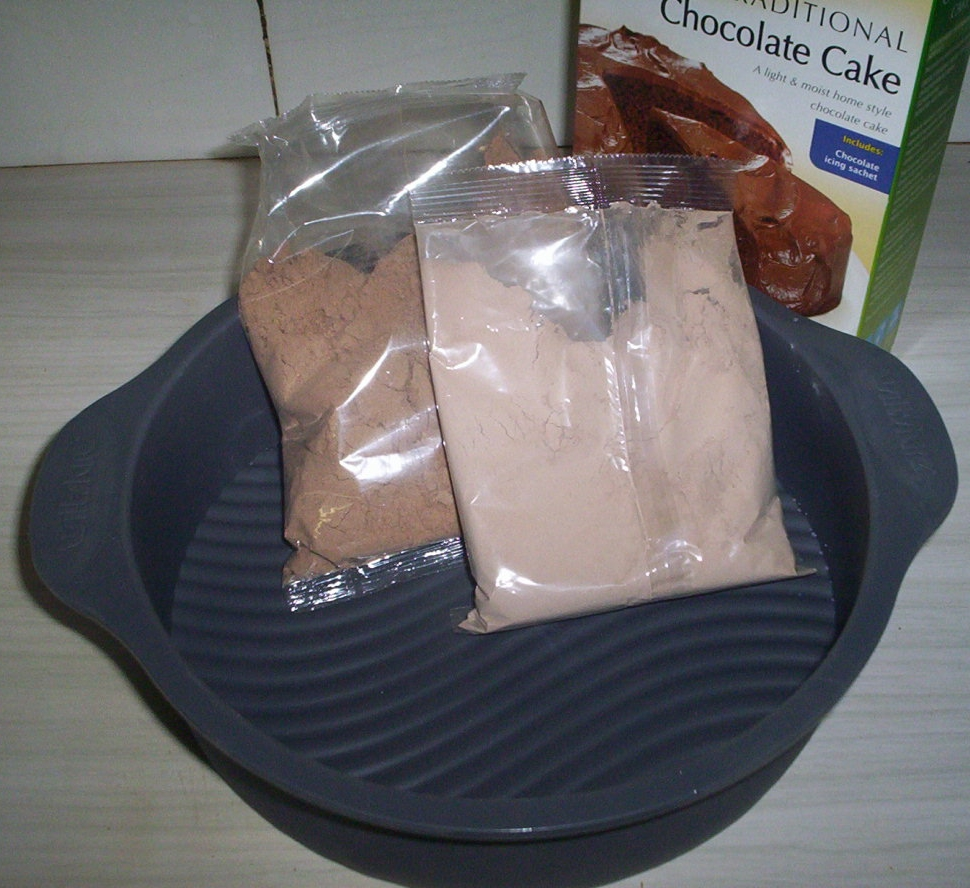
خليط الخبز "الكعكة" (Baking mix) في عبوات بلاستيكية.

## سلامة الغذاء
تعتمد مدة صلاحية عبوات الكعكة للبيع التجاري على عدة عوامل. الكعكات هي منتجات رطوبة وسيطة عرضة لنمو العفن. تتعرض الكعكات التجارية بشكل متكرر وشائع لأنواع مختلفة من العفن قبل تعبئتها للبيع، بما في ذلك أسبرجيلوس، فلافوس ومختلف البنسلينات و ألرشاشية السوداء. تستخدم المواد الحافظة وممتصات الأكسجين حاليًا للتحكم في نمو العفن وتثبيطه.
أوصى مركز السيطرة على الأمراض (CDC) بعدم تناول عجينة الكعكة النيئة لأنها يمكن أن تحتوي على الإشريكية القولونية . يمكن أن يحتوي الدقيق الخام على بكتيريا ويحتاج إلى طهيه مثل الأطعمة الأخرى.